# Francis Bergeron
Pour les articles homonymes, voir Bergeron.
Francis Bergeron, né le 27 juin 1952 à Crosne, est un journaliste, écrivain et scénariste de bandes dessinées français.
Il est l'auteur de nombreux romans pour la jeunesse, de biographies et d'essais portant principalement sur la littérature, la bibliophilie, l’actualité politique et sociale.

## Biographie
Francis Bergeron naît le 27 juin 1952 à Crosne (Essonne). En 1968, alors élève au lycée Saint-Exupéry de Fameck (Moselle), il décide, après avoir lu La Bataille de Pierre Sergent, de rejoindre le Mouvement jeune révolution (MJR) de Jean-Pierre Stirbois et Nicolas Kayanakis. La rencontre avec Jean-Pierre Stirbois est décisive. Inscrit en sciences économiques à la faculté de Dauphine, il est condamné par le tribunal de grande instance de Paris, en audience de flagrant délit le 10 décembre 1974, à la suite de manifestations contre la visite de Léonid Brejnev, qui avaient eu lieu le 7 décembre 1974, trois mois de prison avec sursis pour violences, aux côtés de Michel Bodin.
Il ne tarde pas à rejoindre les réseaux de l'Union des solidaristes russes (NTS), fondée à Belgrade en 1930, qui se charge, parmi d'autres activités, d'acheminer des livres interdits en Union soviétique. Le 24 mars 1975, il est expulsé d'Union soviétique, après avoir été arrêté sur la place Rouge de Moscou, alors qu'il distribue avec Jacques Arnould des tracts et L'Archipel du Goulag d'Alexandre Soljenitsyne, en langue russe.
En 1976, il s'engage dans la Guerre du Liban aux côtés des Phalanges libanaises. Il est également membre du Comité étudiant pour les libertés universitaires (CELU), branche étudiante de l'Office international des œuvres de formation civique et d'action culturelle selon le droit naturel et chrétien (OIOFCACDNC), « formule rigoureusement imprononçable, même par le jeu d'initiales » selon son fondateur, Jean Ousset, pour désigner ce qui fut la Cité catholique .
Aux élections législatives de 1978, alors qu'il accomplit son service militaire, il est candidat « pour la défense de l'armée » dans la 1re circonscription du Puy-de-Dôme. 
En 1979, il fonde l'Association pour la Russie libre et l’association régionaliste Maintenance du Berry, centrée sur la vie artistique et culturelle locale.
Journaliste à Présent — dès l'origine — , dont il a assuré la cogérance de 2018 à 2022, et occasionnellement au Quotidien de Paris de Smadja et Tesson, il collabore à la revue littéraire Livr'arbitres.
Titulaire d'une maîtrise ès sciences économiques, il fut directeur du personnel des Nouvelles messageries de la presse parisienne (NMPP), qu'il quitta sous pression de la CGT. Cet épisode lui inspira un ouvrage paru en 1989, Le Syndicat du livre ou la mainmise communiste sur la presse, où il relate notamment ses conflits avec les syndicalistes proches du Parti communiste.
Il anime en 1989 le comité Vérité 89 en Bas-Berry, en réaction aux célébrations du bicentenaire de la Révolution française qui se concrétisera par l'érection d'un monument en présence du Duc d'Aquitaine et de plus de 400 participants (Nouvelle République 29 et 30 août 1989, Le Monde, 10 et 11 septembre 1989) à la mémoire de la petite Chouannerie du Bas-Berry (mars 1796), à proximité  de Buzançais, département de l'Indre. En novembre 1989, il participe à Nice , en compagnie du journaliste Jean-François Revel, aux Assises internationales de la désinformation, organisées par l'Institut d'études de la désinformation et soutenues par la municipalité de Jacques Médecin.
Il préside également l'Association rétaise des amis d'Henri Béraud, qui a édité plus de 50 publications, dont des Cahiers Henri Béraud, et qui a rendu souvent hommage à l'écrivain sur l'île de Ré (promenade-conférence et dépôt de gerbe sur sa tombe) ; et est le vice-président de l'institut Emmanuel Ratier, destiné à la préservation des archives accumulées par le journaliste d'investigation Emmanuel Ratier.
Francis Bergeron est surtout connu pour être l'auteur de nombreux romans pour la jeunesse, dont la série Le clan des Bordesoule (vendue à plus de 300 000 exemplaires[réf. nécessaire]) et d'une quinzaine de biographies, dont deux ouvrages sur Hergé, qui, parus lors de la sortie du film de Steven Spielberg tiré des albums Tintin, ont eu de fortes ventes[réf. nécessaire].
Il écrit également sous les pseudonymes « Agathon », et « Madeleine Cruz ».

## Ouvrages
- Vade-mecum du voyageur de la liberté, Le Trident, 1978
- Cinq continents accusent Amnesty International (avec Hugues Kéraly, Jean Nerle et Alain Sanders), Éditions Dominique Martin Morin, 1982
- Les Droites dans la rue. Nationaux et nationalistes sous la Troisième République (avec Philippe Vilgier), Éditions Dominique Martin Morin, 1985
- De Le Pen à Le Pen : une histoire des nationaux et des nationalistes sous la Ve République (avec Philippe Vilgier, préf. François Brigneau), Éditions Dominique Martin Morin, 1986
- Le Goulag avant le Goulag, Éditions des Cahiers du CICES, 1987
- Les Héros de l'Alcazar (avec Olivier Grimaldi et Alain Sanders), Éditions du Cercle franco-hispanique, 1987
- Le Pen, le livre blanc d'un phénomène (avec Alain Sanders), Éditions de l'Orme Rond, 1988
- Itinéraire d'un chrétien progressiste. Histoire de Jean-François Lambert, ancien dirigeant du CCFD et d'Amnesty (avec Jean-François Lambert), Éditions Dominique Martin Morin, 1988
- Guide de l'homme de droite à Paris :  "Paris by Right", Éditions du Trident, 1989
- Le Syndicat du livre ou la mainmise communiste sur la presse, Éditions Difralivre, 1989
- La Révolte de Crève-Bouchure (dessins de Chard), Vérité 89 en Bas-Berry, 1989, réédition Triomphe, 1993
- Guide des citations de l'homme de droite (avec Philippe Vilgier), Éditions du Trident, 1989
- Premières assises de la désinformation (collectif), Publication des Actes, 1990
- Annuaire de la désinformation (collectif), Critérion, 1992
- Le Glaive et la Croix (collectif), Renaissance catholique, 1994
- Guide du collectionneur politiquement incorrect, L'Æncre, 1996
- Des livres politiquement incorrects (collectif), Dualpha, 2000
- Guidargus du livre politique pendant l'Occupation 1940-1944 (avec Charles-Antoine Cardot et Vulfran Mory), Éditions Charles-Antoine Cardot, 2001, pour la troisième édition
- Béraud, Pardès, collection « Qui suis-je ? »), 2003
- Dictionnaire commenté de livres politiquement incorrects (avec Philippe Randa), Dualpha, 2006
- Léon Daudet, Pardès, coll. « Qui suis-je ? », 2007  (ISBN 978-2-86714-390-8)
- Pour venger ADG (collectif), Ed. Godefroy de Bouillon, 2007
- Monfreid, Pardès, collection « Qui suis-je ? », 2009
- Saint-Loup, Pardès, collection « Qui suis-je? », 2010
- Georges Rémi, dit Hergé, Pardès, collection « Qui suis-je? », 2011
- Maurice Bardèche, Pardès, collection « Qui suis-je ? », 2012
- Un autre Europe (collectif), Les Bouquins de Synthèse, 2012
- Paul Chack, Pardès, collection « Qui suis-je ? », 2013
- Petit dictionnaire sentimental et fantaisiste de l’île de Ré, Éditions de Beaupré, 2013
- Dominique Venner présent ! (collectif), Les Bouquins de Synthèse, sans date (2013)
- Jean Mabire, écrivain de la guerre et de la mer, Édition Dualpha, 2014
- Geneviève Dormann, la petite sœur des Hussards, Édition Dualpha, 2015
- Hergé, le voyageur immobile : géopolitique et voyages de Tintin, de son père Hergé, et de son confesseur l'abbé Wallez, La Chaussée-d'Ivry, Atelier Fol'Fer, coll. « Impertinences », 2015, 180 p. (ISBN 978-2-35791-071-3, BNF 44402764)
- Degrelle, Pardès, collection « Qui suis-je ? », 2016
- Darnand, Pardès, collection « Qui suis-je ? », 2016
- Jean-Michel Charlier, le plus grand scénariste de BD de tous les temps, Atelier Fol'Fer, coll. "Impertinences", 2016
- Félicien Marceau, Pardès, collection « Qui suis-je ? », 2017 (ISBN 978-2-86714-514-8)
- Présent : un défi au quotidien, Éditions Dualpha, 2019  (ISBN 9782353744312)
- Contribution à Les Maudits. Ces écrivains qu'on vous interdit de lire (collectif), Paris, La Nouvelle Librairie, 2019
- Histoire secrète des prétendus « néonazis » de Châteauroux (2001-2021), Éditions Dualpha, coll. Vérités pour l'Histoire, 120 p., 2021  (ISBN 9782353745463)
- Contribution à La Bibliothèque littéraire du jeune Européen (collectif), Paris-Monaco, Ed. du Rocher, 2021
- Le choc Marine - Eric, Journal d'une campagne présidentielle (décembre 2021-avril 2022), Editions Dualpha, ill. de Chard, Mario et Miège, 164 p., 2022
- La Désinformation autour de l'écologie (collectif), Dualpha, 2024
- Le Hussard remonte le temps, Toulouse, Auda Isarn, coll. « Lys Noir » n°29 , 2024

### Romans pour la jeunesse
- - Série des romans pour la jeunesse Le Clan des Bordesoule, illustrée par Chard, Marie-Marthe Collin, François Dimberton et publiée par les éditions Elor, à partir de 1988, puis du Triomphe depuis 1992 :
    - Tome 1 : Le Secret de la statue volé, Éditions Elor, 1988, réédité au Triomphe à partir de 1992
    - Tome 2 : Le Secret d'Argentomagus (préface des archéologues Gérard Coulon, puis Isabelle Fauduet pour sa réédition), Éditions Elor, 1990, réédité au Triomphe à partir de 1992
    - Tome 3 : Le Secret des mille étangs (préface de Dom Forgeot), Éditions Elor, 1991, réédité au Triomphe à partir de 1992
    - Tome 4 : Le Secret du grand-père disparu (avec Alain Sanders), Éditions Elor, 1991, réédité au Triomphe à partir de 1992
    - Tome 5 : Le Secret du phare des Baleines (préface d'Alain de Lacoste-Lareymondie), Éditions du Triomphe, 1995
    - Tome 6 : Le Secret du bandit éthiopien (avec Alain Sanders), Éditions du Triomphe, 1995
    - Tome 7 : Le Secret du bagnard de Saint-Martin, Éditions du Triomphe, 1996
    - Tome 8 : Le Secret du clocher d'Ars, Éditions du Triomphe, 1997
    - Tome 9 : Le Secret de l'abbaye de Clairac (avec Alain Sanders), Éditions du Triomphe, 1998
    - Tome 10 : Le Secret des ânes en culottes, Éditions du Triomphe, 1998
    - Tome 11 : Le Secret de Trousse-Chemise, Éditions du Triomphe, 1999
    - Tome 12 : Le Secret du moulin de Bois-Plage, Éditions du Triomphe, 2000
    - Tome 13 : Le Secret de la rue Pierre Loti, Éditions du Triomphe, , 2002
    - Tome 14 : Le Secret du tombeau d'Obazine, Éditions du Triomphe, 2003
    - Tome 15 : Le Secret de Fort Boyard, Éditions du Triomphe, 2004
    - Tome 16 : Le Secret de la dune d'Escoublac, Éditions du Triomphe, 2005
    - Tome 17 : Le Secret du tournoi de Bannegon, Éditions du Triomphe, 2005
    - Tome 18 : Le Secret de la Maison du Sénéchal, Éditions du Triomphe, 2006
    - Tome 19 : Le Secret de la grotte des Korrigans, Éditions du Triomphe, 2006
    - Tome 20 : Le Secret de la plage de Boisvinet, Éditions du Triomphe, 2007
    - Tome 21 : Le Secret des remparts de Guerande, Éditions du Triomphe, 2007
    - Tome 22 : Le Secret de la crue d'Argenton, Éditions du Triomphe, 2008
    - Tome 23 : Le Secret du fort de Penthièvre, Éditions du Triomphe, 2008
    - Tome 24 : Le secret des 24h démentes, Éditions du Triomphe, 2009
    - Tome 25 : Le secret de la Chabotterie, Éditions du Triomphe, 2009
    - Tome 26 : Le secret des digues de Ciboure, Éditions du Triomphe, 2011
    - Tome 27 : Le secret des loups du Berry, Éditions du Triomphe, 2011
    - Tome 28 : Le secret du Café du Commerce, Éditions du Triomphe, 2012
    - Tome 29 : Le secret du passage du Gois, Éditions du Triomphe, 2013
    - Tome 30 : Le Secret de Cap Canaille, Editions du Triomphe, 2014
    - Tome 31 : Le Secret d'Omaha Beach, Editions du Triomphe, 2015
    - Tome 32 : Le Secret de la bataille de Verdun, Editions du Triomphe 2016
    - Tome 33 : Le Secret du hangar à bananes, Editions du Triomphe, 2019
    - Tome 34 : Le Secret du grand blockhaus, Editions du Triomphe, 2020
    - Tome 35 : Le Secret des confinés de la Baule, Editions du Triomphe, 2020
    - Tome 36 : Le Secret de la Grande Brière, Editions du Triomphe, 2021
    - Tome 37 : Le Secret du fort de La Prée, Editions du Triomphe, 2022
    - Tome 38 : Le secret de la forêt de Paimpont, Editions du Triomphe, 2023
    - Tome 39 : Le secret du barrage d'Eguzon, Editions du Triomphe, 2024
    - Tome 40 : Le secret du Camp de Boulogne, Editions du Triomphe, 2025
    - Le club des Diables bleus, Tome 1 : Le mystère de la Chèvrerie, Clovis, 1999.
    - Le Club des Diables bleus, Tome 2 : Le mystère du vieux Menton, Clovis, 2002.
    - Orélian Bordesoule et le mystère de la tour d'Arundel, Editions de Beaupré, 2014.